# Rio Geruşiţa
O Rio Geruşiţa é um rio da Romênia, afluente do Gerului, localizado no distrito de Galaţi.